# Campeonato Cubano de Futebol
O Campeonato Nacional de Fútbol de Cuba, é a primeira divisão do futebol na ilha de Cuba, o torneio nasceu em 1912, porém, o esporte não é tradicional no país, e sua liga não é tão forte, repleta de clubes ainda amadores. O campeonato contem dezesseis equipes divididos em quatro grupos, os clubes cubanos participam da Liga dos Campeões da CONCACAF e o Campeonato de Clubes da CFU, porém, eles entre 1990 e 2007, não disputaram nenhuma competição continental.
A National Football Championship Cuba é o auge do futebol Cuba. É gerido e patrocinado pela Associação de Futebol de Cuba (AFútbol Club), entre 1912  a 1961 clubes amadores participaram (um profissional Championship cubano foi realizada paralelo entre 1948-1951 e 1954-1956; de  1963-1977 as seleções regionais participaram usando um pseudônimo. Em 1978 e 1979 participaram seleções regionais. O primeiros clube fundado em 1912 foi o Fútbol Club La Habanna e o último clube em 2014 o Fútbol Club Ciego de Ávila.
Houve 98 títulos conquistados sendo que em três anos, não houve campeonatos. O maior vencedor de títulos é Fútbol Club Villa Clara, com 13 vitórias. DC Gallego (La Habana) e Real Iberia (La Habana) (incluindo Iberia) cada um tem oito vitórias, Juventud Asturiana (La Habana) e Pinar del Río cada um tem sete vitórias, Cuidad de La Habana (sem La Habana / La Habana Fútbol Club) e Deportivo San Francisco cada um tem seis vitórias, Granjeros e Deportivo Hispano America (La Habana) cada um tem cinco vitórias, Ciego de Ávila, Cienfuegos, Industriales (La Habana), e La Habana (incluindo La Habana Fútbol Club) cada um tem quatro vitórias, Deportivo Mordazo tem três vitórias, azucareros, Deportivo Puentes Grandes, e Rovers AC (La Habana) cada um tem duas vitórias, e Casino Español, Cerro (La Habana), Deportivo Español (Santiago de Cuba), Diablos Rojos (Santiago de Cuba), Fortuna , CD Hatuey (La Habana), Holguín, e Olimpia cada um tem apenas uma vitória.

## Títulos por clube
| Clube                           | Campeão | Anos dos títulos                                                                   |
| ------------------------------- | ------- | ---------------------------------------------------------------------------------- |
| Fútbol Club Villa Clara         | 14      | 1980, 1981, 1982, 1983, 1986, 1992, 1996, 1997, 2002/03, 2004/05, 2011, 2012, 2016 |
| Fútbol Club Ciudad de La Habana | 10      | 1963, 1964, 1972, 1973, 1978/79, 1979, 1984, 1994, 1998, 2000/01                   |
| DC Gallego                      | 10      | 1931, 1932, 1937, 1938, 1939, 1940, 1945, 1947, 1951, 1954                         |
| Juventud Asturiana              | 8       | 1927, 1930, 1933, 1935, 1936, 1941, 1944, 1948                                     |
| Fútbol Club Pinar del Río       | 7       | 1987, 1988/89, 1989/90, 1991/92, 1995, 1999/00, 2006/07                            |
| Real Iberia                     | 7       | 1917, 1922, 1923, 1926, 1928, 1929, 1934                                           |
| FC Camagüey                     | 6       | 1968, 1969, 1970, 1975, 1977, 2015                                                 |
| Deportivo San Francisco         | 6       | 1951, 1952, 1953, 1954, 1955, 1957                                                 |
| Deportivo Puentes Grandes       | 6       | 1942, 1943, 1948, 1949, 1950, 1956                                                 |
| Fútbol Club Ciego de Ávila      | 5       | 1993, 2001/02, 2003, 2009/10, 2014                                                 |
| Granjeros                       | 5       | 1968, 1969, 1970, 1975, 1977                                                       |
| Hispano América                 | 5       | 1915, 1919, 1920, 1921, 1950                                                       |
| Fútbol Club Cienfuegos          | 5       | 1985, 1990/91, 2007/08, 2008/09 e 2023                                             |
| Industriales                    | 4       | 1963, 1964, 1972, 1973                                                             |
| La Habana                       | 4       | 1916, 1965, 1966, 1967                                                             |
| Fútbol Club Santiago de Cuba    | 3       | 2017, 2018, 2019                                                                   |
| Deportivo Mordazo               | 3       | 1958, 1959, 1961                                                                   |
| Azucareros                      | 2       | 1974, 1976                                                                         |
| Olimpia                         | 2       | 1924, 1955                                                                         |
| Fortuna                         | 2       | 1918, 1925                                                                         |
| FC Artemisa                     | 1       | 2022                                                                               |
| Fútbol Club Holguín             | 1       | 2005                                                                               |
| Cerro                           | 1       | 1960                                                                               |
| Casino Español                  | 1       | 1956                                                                               |
| Ceiba                           | 1       | 1949                                                                               |
| Euzkeria                        | 1       | 1914                                                                               |
| Hatuey SC                       | 1       | 1913                                                                               |
| Rovers AC                       | 1       | 1912                                                                               |

## Artilheiros
| Ano     | Artilheiro           | Clube                               | Gols |
| ------- | -------------------- | ----------------------------------- | ---- |
| 1975    | Ramón Núñez          | Mineros (Las Tunas)                 | 9    |
| 1976    | Ramón Núñez          | Mineros (Las Tunas)                 | 11   |
| 1977    | Ramón Núñez          | Mineros (Las Tunas)                 | 13   |
| 1978    | Urbano Ankle         | Las Tunas (Las Tunas)               | 14   |
| 1979    | Carlos Azcuy         | Ciudad de La Habana (Havana)        | 7    |
| 1979    | Ramón Núñez          | Las Tunas (Las Tunas)               | 7    |
| 1979    | Regino Delgado       | Villa Clara (Villa Clara)           | 7    |
| 1979    | Roberto Maya-Pereira | Villa Clara (Villa Clara)           | 7    |
| 1980    | Regino Delgado       | Villa Clara (Villa Clara)           | 9    |
| 1981    | Agustín Pérez        | Camagüey (Camagüey)                 | 8    |
| 1982    | Dagoberto Lara       | Cienfuegos (Cienfuegos)             | 8    |
| 1982    | Roberto Maya-Pereira | Villa Clara (Villa Clara)           | 8    |
| 1983    | Frank Pérez Espinosa | Cienfuegos (Cienfuegos)             | 9    |
| 1984    | Andrés Roldan        | Cienfuegos (Cienfuegos)             | 14   |
| 1985    | Roberto Maya-Pereira | Villa Clara (Villa Clara)           | 19   |
| 1986    | Osvaldo Alonso       | Pinar del Río (Pinar del Río)       | 19   |
| 1987    | Guillermo Matos      | Cienfuegos (Cienfuegos)             | 14   |
| 1988    | Frank Pérez Espinosa | Cienfuegos (Cienfuegos)             | 6    |
| 1988    | Raimundo García      | Pinar del Río (Pinar del Río)       | 6    |
| 1989    | Raúl Depestre        | Villa Clara (Villa Clara)           | 7    |
| 1990    | Camilo Kindelán      | Ciudad de La Habana (Havana)        | 5    |
| 1990    | William Sánchez      | Santiago de Cuba (Santiago de Cuba) | 5    |
| 1991    | Raimundo García      | Pinar del Río (Pinar del Río)       | 5    |
| 1992    | Ariel Betancourt     | Villa Clara (Villa Clara)           | 8    |
| 1993    | Reemberto Piedra     | Ciego de Ávila (Ciego de Ávila)     | 5    |
| 1994    | Raimundo García      | Pinar del Río (Pinar del Río)       | 7    |
| 1995    | Raimundo García      | Pinar del Río (Pinar del Río)       | 4    |
| 1996    | Osmín Hernández      | Pinar del Río (Pinar del Río)       | 7    |
| 1997    | Osmín Hernández      | Pinar del Río (Pinar del Río)       | 5    |
| 1998    | Ariel Betancourt     | Villa Clara (Villa Clara)           | 14   |
| 1999    | Lester Moré          | Ciego de Ávila (Ciego de Ávila)     | 13   |
| 2000    | Ariel Betancourt     | Villa Clara (Villa Clara)           | 19   |
| 2001    | Ariel Betancourt     | Villa Clara (Villa Clara)           | 17   |
| 2002    | Serguei Prado        | Villa Clara (Villa Clara)           | 22   |
| 2003    | Lester Moré          | Ciego de Ávila (Ciego de Ávila)     | 32   |
| 2004    | Serguei Prado        | Villa Clara (Villa Clara)           | 17   |
| 2005    | Yordanis Tielves     | Matanzas (Matanzas)                 | 11   |
| 2006    | Alexei Zuásnabar     | Guantánamo (Guantánamo)             | 15   |
| 2007    | Geovanni Ayala       | Las Tunas (Las Tunas)               | 22   |
| 2008    | Osmani Montero       | Camagüey (Camagüey)                 | 16   |
| 2008    | Maykel Celada        | Las Tunas (Las Tunas)               | 16   |
| 2009    | Sánder Fernández     | Ciego de Ávila (Ciego de Ávila)     | 29   |
| 2010-11 | Aliannis Urgellés    | Guantánamo (Guantánamo)             | 9    |
| 2012    | Roberto Linares      | Villa Clara (Villa Clara)           | 12   |
| 2013    | Yenier Márquez       | Villa Clara (Villa Clara)           | 16   |
| 2014    | Yoandir Puga         | Villa Clara (Villa Clara)           | 13   |
| 2015    | Sánder Fernández     | Ciego de Ávila (Ciego de Ávila)     | 15   |
| 2016    | Sánder Fernández     | Ciego de Ávila (Ciego de Ávila)     | 16   |
| 2017    | Sánder Fernández     | Ciego de Ávila (Ciego de Ávila)     | 13   |